# Сельваццано-Дентро
Сельваццано-Дентро (итал. Selvazzano Dentro) — коммуна в Италии, располагается в провинции Падуя области Венеция.
Население составляет 19 175 человек, плотность населения составляет 1009 чел./км². Занимает площадь 19 км². Почтовый индекс — 35030. Телефонный код — 049.
Покровителями коммуны почитаются Пресвятая Богородица, празднование 7 октября, и святой Архангел Михаил.